# Cycle métonique
En astronomie et dans l'établissement des calendriers, le cycle de Méton ou cycle métonique est un commun multiple approximatif des périodes orbitales de la Terre et de la Lune par intervalle de dix-neuf années.

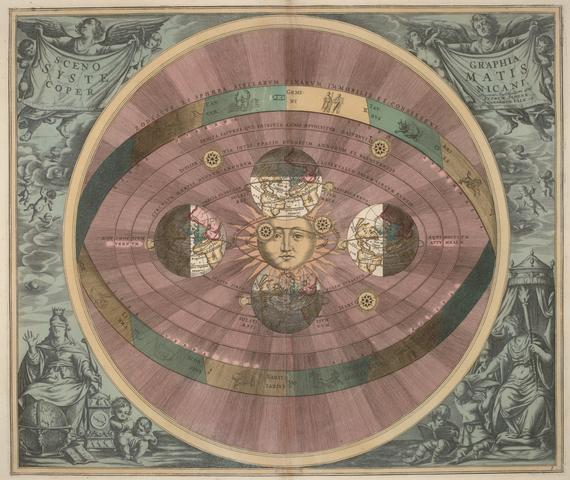
Représentation héliocentrique du Système solaire.

## Définition
C'est par définition la durée de 235 lunaisons, qui surpassent 19 années tropiques d'un peu plus de deux heures. Ainsi, au bout de 19 ans, les mêmes dates de l'année correspondent presque aux mêmes phases de la Lune. Après 312,5 années tropiques, la différence cumulée s'élève à un jour complet.
Le nom cycle de Méton fait référence à l'astronome grec Méton qui avait déjà remarqué cette coïncidence aux environs de -432, comme le fit l'astronome chaldéen Kidinnu vers -380. Cependant, des écrits cunéiformes semblent indiquer que ce cycle était déjà connu en Mésopotamie dès le VIe siècle av. J.-C. et était utilisé pour prédire les éclipses.
D'autre part, comme déjà remarqué par Temple Stanyan au début du XVIIIe siècle, Tite-Live affirme que Numa Pompilius (au VIIe siècle av. J.-C.) connaissait et utilisait le cycle de Méton: « Et tout d'abord il divisa l'année en douze mois, selon les révolutions de la lune. Mais comme la lune ne décrit pas des mois de trente jours, et que six jours (en réalité: onze jours) manquent à l'année décrite par la révolution du soleil, il ajouta des mois intercalaires de telle façon qu'à la vingtième année, la totalité des années étant écoulée, les jours aient la même position par rapport au soleil qu'au début. » 
Les 19 années tropiques contiennent 6 940 jours qui se répartissent en 110 mois caves de 29 jours et 125 mois pleins de 30 jours.
Le rang d'une année dans ce cycle est appelé en astronomie nombre d'or : « ... parce que les astronomes d'Athènes, frappés de son exactitude apparente et de son utilité, l'avaient fait graver en lettre d'or sur les murs du temple de Minerve. »
Le  computiste alexandrin Anatolius fut le premier à construire une version du cycle lunaire métonique de 19 ans (vers 260) dans le calendrier julien. Vers AD 260 il en donna une version efficace pour déterminer la date du dimanche de Pâques. Cependant, c’est la version d’Annianus (vers AD 400) de ce cycle qui finalement s'imposa comme la structure de base de la table de Pâques de Bède le Vénérable (AD 725) dans toute la chrétienté au moins jusqu’en 1582, lorsque le calendrier julien fut remplacé par le calendrier grégorien. Une variation du cycle lunaire en question (aussi structurée métoniquement) était la base de la table pascale employée dans l’empire byzantin.
Le cycle de Méton est aussi employé dans les calendriers luni-solaires. En effet, dans un calendrier luni-solaire typique, la plupart des années sont des années lunaires de douze mois, mais 7 des 19 années possèdent un mois supplémentaire, connu sous le nom de mois intercalaire ou embolismique.
Dans les calendriers babyloniens et hébreux antiques, les années de rang 3, 6, 8, 11, 14, 17 et 19, sont les années de treize mois du cycle métonique.
L'an 1 de l'Ère chrétienne est officiellement relié au nombre d'or numéro deux du cycle de Méton. En effet, pour déterminer le nombre d'or d'une année, il suffit de soustraire (n fois 19) de cette année et d'ajouter 1 au reste trouvé. 

Le nombre d'or de l’an 1 est donc : 1-(19×0)+1 = 2. Autre exemple : l'année 2008 ; nombre d'or : 2008-(19x105)+1 = 14.
Il existe également deux autres cycles similaires : le octaeteris (8 ans ≈ 99 lunaisons, cf. calendrier attique) et le tritos (11 ans ≈ 136 lunaisons).
Le cycle de Méton est également proche (à un demi-jour près) de 255 mois draconitiques. C'est donc également un cycle d'éclipse (faible), qui dure seulement 4 ou 5 éclipses. Le tritos, proche de 146,5 mois draconitiques, est un meilleur cycle d'éclipse. Mais ils n'ont rien de comparable avec le saros.